# O Retorno de Saturno
O Retorno de Saturno é o quarto álbum dos Detonautas Roque Clube, lançado em 2008 pela Sony Music, o primeiro lançamento do grupo pela gravadora. O álbum traz o grupo com um som revigorado. Traz experimentalismo, instrumental de melodias fáceis e letras levemente pensantes e reflexivas. O disco foi indicado ao Grammy Latino do mesmo ano como um dos melhores discos do rock brasileiro. É também o primeiro álbum sem o guitarrista Rodrigo Netto, que morreu em 2006.

## Faixas
| N.º | Título                    | Letras          | Duração |  |
| 1.  | "O Retorno de Saturno"    | Tico Santa Cruz | 4:20    |  |
| 2.  | "Nada é Sempre Igual"     | Tico Santa Cruz | 3:35    |  |
| 3.  | "Verdades do Mundo"       | Tico Santa Cruz | 3:55    |  |
| 4.  | "Só Pelo Bem Querer"      | Tico Santa Cruz | 3:41    |  |
| 5.  | "Lógica"                  | Tico Santa Cruz | 4:25    |  |
| 6.  | "Tanto Faz"               | Tico Santa Cruz | 4:08    |  |
| 7.  | "Oração do Horizonte"     | Tico Santa Cruz | 6:50    |  |
| 8.  | "Soldado de Chumbo"       | Tico Santa Cruz | 4:15    |  |
| 9.  | "Ensaio sobre a Cegueira" | Tico Santa Cruz | 7:57    |  |
| 10. | "Enquanto Houver"         | Tico Santa Cruz | 3:36    |  |
| 11. | "Vou Vomitar em Você"     | Tico Santa Cruz | 3:04    |  |

## Ficha técnica
As seguintes pessoas que contribuiram para O Retorno do Saturno: